# Hugo Gunckel Lüer
Hugo Gunckel Lüer ( 10. srpna 1901, Valdivia - 17. července 1997, Santiago de Chile) byl chilský botanik a farmaceut.

## Významná díla
- Kapraďorosty chilané („Helechos de Chile“) Monografías Anexos de los Anales de la Universidad de Chile, str. 245
- Bibliografía Moliniana Fondo Andrés Bello, str. 166